# Mimotropidema nigerrima
Mimotropidema nigerrima là một loài bọ cánh cứng trong họ Cerambycidae.